# Нью-Кембрія (Міссурі)
Нью-Кембрія (англ. New Cambria) — місто (англ. city) в США, в окрузі Мейкон штату Міссурі. Населення — 153 особи (2020).

## Географія
Нью-Кембрія розташований за координатами 39°46′36″ пн. ш. 92°45′5″ зх. д. / 39.77667° пн. ш. 92.75139° зх. д. (39.776679, -92.751273).  За даними Бюро перепису населення США в 2010 році місто мало площу 1,75 км², з яких 1,74 км² — суходіл та 0,01 км² — водойми.

## Демографія
Згідно з переписом 2010 року, у місті мешкало 195 осіб у 84 домогосподарствах у складі 49 родин. Густота населення становила 111 особа/км².  Було 108 помешкань (62/км²).
Расовий склад населення:
| - 94,4 % — білих - 5,1 % — азіатів - 0,5 % — корінних американців |

До двох чи більше рас належало 0,0 %. Частка іспаномовних становила 3,1 % від усіх жителів.
За віковим діапазоном населення розподілялося таким чином: 21,5 % — особи молодші 18 років, 66,2 % — особи у віці 18—64 років, 12,3 % — особи у віці 65 років та старші. Медіана віку мешканця становила 37,5 року. На 100 осіб жіночої статі у місті припадало 105,3 чоловіків;  на 100 жінок у віці від 18 років та старших — 109,6 чоловіків також старших 18 років.
Середній дохід на одне домашнє господарство  становив 45 024 долари США (медіана — 43 750), а середній дохід на одну сім'ю — 56 260 доларів (медіана — 53 750). За межею бідності перебувало 12,8 % осіб, у тому числі 38,1 % дітей у віці до 18 років та 0,0 % осіб у віці 65 років та старших.
Цивільне працевлаштоване населення становило 82 особи. Основні галузі зайнятості: публічна адміністрація — 23,2 %, будівництво — 20,7 %, освіта, охорона здоров'я та соціальна допомога — 14,6 %, роздрібна торгівля — 11,0 %.